# Erin Rafuse
Erin Rafuse, född 2 december 1988, är en kanadensisk seglare.
Rafuse tävlade för Kanada vid olympiska sommarspelen 2016 i Rio de Janeiro, där hon tillsammans med Danielle Boyd slutade på 16:e plats i 49erFX.